# Leptoneta unispinosa
Leptoneta unispinosa là một loài nhện trong họ Leptonetidae.
Loài này thuộc chi Leptoneta. Leptoneta unispinosa được miêu tả năm 1984 bởi Yin, Wang & Wang.